# براونلی، ۳۲۵۹
سیارک ۳۲۵۹ (به انگلیسی: 3259 Brownlee، نامگذاری:1984SZ4) سه هزار و دویست و پنجاه و نهمین سیارک کشف شده‌است که در ۲۵ سپتامبر ۱۹۸۴ کشف شد.
قدر مطلق سیارک برابر ۱۰٫۰۰ است.